# Yle TV1
Yle TV1  — фінський телеканал, що належить і управляється фінською громадською телерадіокомпанією Yle. Це другий найстаріший (після TES-TV) і найстаріший існуючий телеканал у Фінляндії. Понад 70% програм каналу – документальні фільми, новинні та освітні програми. Його зазвичай називають Ykkönen; назва походить від права власності Yle на канали під номерами 1 і 2 за замовчуванням у Фінляндії; інший канал – Yle TV2. 

## Історія
Канал розпочав тестові трансляції 13 серпня 1957 року, а регулярне мовлення розпочав 1 січня 1958 року, як Suomen Televisio. Коли в 1964 році Yleisradio перейняло компанію Tamvisio, що базується в Тампере, Suomen Televisio було перейменовано на TV-ohjelma 1, а Tamvisio стало TV-ohjelma 2, а коли в 1970-х роках вони почали кольорове мовлення, вони знову перейменувалися в TV1 і TV2.

## Логотипи

Логотип з 2005 до 2007 року.
Сьомий і попередній логотип Yle TV1 використовувався з квітня 2007 року по 4 березня 2012 року.
Восьмий і поточний логотип Yle TV1 з 5 березня 2012 року.
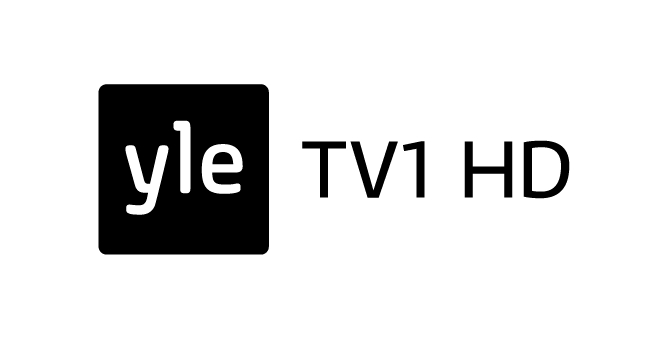
HD логотип з 2012.